# Aslan Alijevič Mashadov
‎
Aslan Alijevič Mashadov (rusko Асла́н Али́евич Масха́дов, čečensko Масхадан Али кант Аслан, Mashadan Ali kant Aslan), čečenski general in politik, * 21. september 1951, Šakaj, Kazahstan, † 8. marec 2005, Tolstoj-Jurt, Čečenija.
Mashadov je bil načelnik generalštaba Čečenske vojske (1992–1996), začasni predsednik vlade Čečenije (1996–1997) in predsednik Čečenije (1997–2003).